# Dirty South (EP)
Dirty South ist eine am 13. Dezember 2024 veröffentlichte Extended Play des deutschen Rappers Haze und des Schweizer Rappers Mc Hero. Die EP erschien über das Independent-Label Alte Schule Records und wird von Universal Music vertrieben.

## Hintergrund
Die Zusammenarbeit zwischen Haze und Mc Hero begann im Jahr 2023 mit dem gemeinsamen Song Verdammt, der sowohl in Deutschland als auch in der Schweiz Anklang fand. Der Erfolg dieses Tracks legte den Grundstein für die Idee, ein gemeinsames Projekt zu schaffen, das die deutschen und schweizerischen Hip-Hop-Szenen enger zusammenführt.
Dirty South verbindet Elemente des Hip-Hop, Boom-Bap-Raps und eine Mischung aus Oldschool- sowie modernen Beats. Die EP zeichnet sich durch stilistische Vielfalt aus, wobei Haze seinen charakteristischen, rauen Flow und tiefgründige Texte einbringt. Besonders hervorzuheben ist, dass Mc Hero erstmals einige Parts auf Hochdeutsch rappt und damit eine neue Facette seiner Kunst zeigt. Auch Jordan Parat, der als Feature-Gast auf der EP vertreten ist, liefert zum Teil hochdeutsche Parts, was die sprachliche Vielfalt und das grenzüberschreitende Konzept des Projekts weiter stärkt.

## Titelliste
| #  | Titel                                      | Länge |
| -- | ------------------------------------------ | ----- |
| 1  | Dreck (Intro)                              | 0:28  |
| 2  | Grenzgebiet                                | 2:44  |
| 3  | Augen auf mich (feat. Jordan Parat)        | 2:43  |
| 4  | Briškule (Lalala)                          | 3:04  |
| 5  | Aah Klick (feat. O.G.)                     | 3:20  |
| 6  | Sanduhr (Interlude)                        | 1:00  |
| 7  | Jimmy (feat. Rapide und EAZ)               | 3:35  |
| 8  | Vergessene Welt (feat. Deejay O)           | 3:07  |
| 9  | Rap Star                                   | 2:47  |
| 10 | Verdammt - Dannemann RMX (feat. Dannemann) | 2:46  |

## Chartplatzierungen
| ChartsChartplatzierungen | Höchstplatzierung | Wochen |
| ------------------------ | ----------------- | ------ |
| Schweiz (IFPI)           | 59 (1 Wo.)        | 1      |